# شارل یکم، پادشاه ناپولی
شارل اول یا کارل یکم (به ایتالیایی: Carlo I d'Angiò) (مارس ۱۲۲۷؛ ۷ ژانویه ۱۲۸۵ فوجیا) پادشاه پادشاهی سیسیل از سال ۱۲۶۶ بود. او برادر لوئی نهم، پادشاه فرانسه و از دودمان اشرافی فرانسوی کاپتی بود که کاپتی آنژو را ایجاد کرد.
شارل یکم در کلیسای سن-دنی به خاک سپرده شد.

## نگارخانه